# Gymneia
Gymneia, biljni rod iz porodiceusnatica smješten u podtribus Hyptidinae, dio tribusa Salviae. Opisan je u Phytotaxa 58: 23. 2012. Sastoji se od 7 južnoameričkih vrsta trajnica i polugrmova u suhim tropskim biomima brazila, Bolivije i Paragvaja
Posljednje dvije vrste otkrivene su 2013. godine, G. chapadensis i G. moniliformis. 

## Opis
Rod Gymneia (Bentham 1833: 67, 77) Harley & Pastore (2012: 23) izvorno je tretiran kao dio roda Hyptis Jacquin (1787: 101), ali je jedna od grupa koje su nedavno uzdignute u generički status (Harley & Pastore 2012 ) kao rezultat molekularno filogenetskih studija u kojima se pokazalo da je rod Hyptis izrazito parafiletičan (Pastore et al. 2011). Ovo je prvi u nizu radova u kojima se opisuju nove vrste u novopredloženoj klasifikaciji Hyptidinae.

## Vrste
1. Gymneia ampelophylla (Epling) Harley & J.F.B.Pastore
2. Gymneia chapadensis Harley
3. Gymneia interrupta (Pohl ex Benth.) Harley & J.F.B.Pastore
4. Gymneia malacophylla (Benth.) Harley & J.F.B.Pastore
5. Gymneia moniliformis Harley
6. Gymneia platanifolia (Mart. ex Benth.) Harley & J.F.B.Pastore
7. Gymneia virgata (Benth.) Harley & J.F.B.Pastore

## Sinonimi
- Hyptis sect. Gymneia Benth.